# Брэдли, Скотт
Скотт Брэдли (англ. Scott Bradley; 26 ноября 1891 — 27 апреля 1977) — американский композитор, пианист и дирижёр.

## Биография
Брэдли получил известность во время работы на студии «Metro-Goldwyn-Mayer», где сочинял музыку к мультфильмам «Том и Джерри», «Друпи», «Медведь Барни» и многим короткометражным работам Тэкса Эвери.
Брэдли обучался в консерватории под руководством Арнольда Шёнберга. Впервые он написал музыку в начале 30-х для Аба Айверкса, аниматора, ранее работавшего с Уолтом Диснеем, а впоследствии открывшего собственную студию. В 1934 году Брэдли начал сочинять для Хью Хармана и Руди Айзинга, которые производили короткометражные мультфильмы для MGM. В 1937 году Брэдли был нанят MGM на постоянной основе и оставался там до выхода на пенсию.
Его ранние стили включали фрагменты из популярных и традиционных мелодий: это было обычной практикой для музыки к анимации. Однако в конце 1940-х годов композиции и оркестровки Скотта Брэдли стали оригинальными и сложными, часто с использованием двенадцатитоновой техники (этот метод был разработан его учителем Шёнбергом).
В 1954 году Metro-Goldwyn-Mayer расторгла его еженедельный контракт, но сохранила его услуги в качестве внештатного работника, оплачивая ему 1000 долларов за фильм. Эта договоренность продолжалась до тех пор, пока MGM не закрыла свой анимационный отдел в 1957 году, после чего Брэдли ушел на пенсию.
Брэдли прожил в Чатсворте, пригороде Лос-Анджелеса, более 40 лет, где скончался 27 апреля 1977 года. Его прах похоронен в Мемориальном парке Оквуд в Чатсворте, секция G.

## Личная жизнь
Брэдли женился на Миртл Абер 2 декабря 1934 года на небольшой церемонии. У них родилась дочь Рита Хелд.